# Sant’Angelo dei Lombardi
Sant’Angelo dei Lombardi – miejscowość i gmina we Włoszech, w regionie Kampania, w prowincji Avellino.
Według danych na 1 stycznia 2022 roku gminę zamieszkiwało 3876 osób (1970 mężczyzn i 1906 kobiet).